# 髙橋康弘
髙橋 康弘（たかはし やすひろ、1953年10月28日 - ）は、日本の実業家。タカハシ会長。

## 経歴

### 生い立ち
女満別町（現・大空町）で農家を営む高橋貫一・静子の間の3人兄弟の長男として生まれたが、生後半年後に離農し農地を売って始めた映画館の家業を手伝い、北海道旭川南高等学校に進学しレスリング部に入り2年生時にはインターハイに出場する程の実力となるも3年時に左足の怪我により退部、卒業後の進路として平塚市にある日産自動車系列の工場からの内定を受けていたが大腸がんの既往歴があった父の体調不良も有り故郷の叔父と叔母から家業を継ぐことを提案され、家族を助けたい思いで高橋興業（現・タカハシ）へ就職。

### 高橋興業入社後
1972年に高橋興行へ入社し、当時の高橋興業は約3000万円の負債を抱え保有する映画館は最盛期の5箇所から3箇所に縮小しており、劇場支配人として経営に携わりつつ、空間演出の手法を学ぶ一方、赤字を埋めるべく公民館や集会所での映画巡回興行を主要事業として取り組み、25歳で結婚し3児をもうける。また今村昌平監督の映画「女衒 ZEGEN」での網走刑務所周辺にて行われたロケ等オホーツク地域での映画撮影にも協力した。
その後80年代後半からはレンタルビデオの普及で地方に位置する自社映画館での封切りの遅さによりレンタル開始まで短期間の間隔となったことに危機感を感じ新規事業を検討、懇意の仲にあった当時東映北海道支社で営業職に務めていた多田憲之からアドバイスを受け、手始めに映画「ハスラー2」の影響によるビリヤードブームに乗じて1986年にビリヤード店を開店するも1年程で不振となり、その後多田の紹介で須貝興行が営んでいた釧路市のカラオケ店から話を聞いた上で1989年にカラオケ事業に参入。網走市内に1号店「ミュージックハウス」を開業、
派手な照明に頼らずソファやクッションを置いた独自の内装を施した個室が人気を博し開業1年で3店舗に拡大、また台湾旅行時にカラオケ付きキャバクラ「KTV」の人気を目にしカラオケ事業のさらなる拡大を決意する。1991年に北見にあった映画館を閉館し映画興行事業から撤退、1992年に社名を「タカハシ」に変更、1993年に社長就任。

### 社長就任以降
1996年にはカラオケ事業で札幌市内への進出を果たし、1997年に開店した札幌市内2号店となる北24条の店舗で展開した江戸時代調の「カラオケ歌屋」を手はじめとして、「監獄カラオケ」「スリラーカラオケ」といった非日常的なコンセプトのカラオケ店を複数展開。ホテル並みを意識して接客技術の向上も図り、他チェーンの買収を合わせ2012年までに約50店舗に拡大し北海道内最大手のカラオケチェーンに成長させた。
2007年には網走信用金庫の依頼で地ビール「網走ビール」の再建を任されビアレストランの焼肉店への転換でレストラン部門を黒字化しビール部門も青色の「流氷ドラフト」を始めとした色付けした発泡酒がヒットし業績の拡大に成功。
2009年には道の駅流氷街道網走、2010年に設計会社「タカハシアートプランニング」を開業し2012年には網走信用金庫・北見信用金庫の支援を得て名古屋鉄道から道東観光開発グループを買収し交通事業、廃業したホテル跡を改装しサービス付き高齢者向け住宅「花・水・木」を開業し介護事業に参入。
2013年に長男・洋一が社長就任、自身は子会社社長も退任し会長となり、以降も網走ビールの新工場計画などに参画。